# Bernardo Herradón García
Bernardo Herradón García (Madrid, 27 de octubre de 1958) es doctor en Ciencias Químicas (UCM, 1986).
Actualmente es investigador científico en el Instituto de Química Orgánica General (IQOG) del CSIC.
Ha sido director del IQOG entre 2006 y 2010 y ha investigado en centros de excelencia como la Universidad de Alcalá, ETH-Zürich y Stanford University, trabajando en temas de investigación que abarcan un amplio rango de la química orgánica, incluyendo la síntesis orgánica, compuestos bioactivos, estructura e interacciones de compuestos aromáticos y péptidos, y toxicología computacional.
Entre sus objetivos está la difusión de la cultura científica, especialmente, entre estudiantes de ESO y bachillerato, participando en ferias científicas, visitas guiadas, mesas redondas, charlas y cursos de divulgación científica.
Dirige el curso de divulgación Los Avances de la Química y su Impacto en la Sociedad y es el comisario científico de la exposición "Entre Moléculas" elaborada en el CSIC. Autor del libro "Los Avances de la Química" (Libros de la Catarata-CSIC, 2011).
Además, es editor general de la revista científica Anales de Química de la Real Sociedad Española de Química (RSEQ) y redactor en la revista científica Journal of Feelsynapsis (JoF).
Su investigación actual se centra en los compuestos aromáticos y péptidos:
- Toxicología computacional.
- Síntesis de compuestos aromáticos, heterociclos, carbohidratos, carbociclos, péptidos, e híbridos péptido-molde.
- Química orgánica física: estudios computacionales, cinéticas de equilibrios conformacionales, interacciones no covalentes, cristalografía.
- Compuestos biológicamente activos: inhibidores de proteasas.

## Publicaciones
- Bernardo Herradón García (2011). Los avances de la química, CSIC. 142 p. ISBN 978-84-00-09420-1[4]
- Herradón B.; Seara Valero, M. y Martínez Medina, N. (2016). A hombros de gigantes. Debate. ISBN 9788499926131.